# 金塊をうばえ!
金塊をうばえ!(24 Karat Kat)は、2007年12月8日に発表されたトムとジェリーテイルズの作品である。

## ストーリー
スパイクとジェリー、トムとブッチはそれぞれお宝の金塊を見つけて大金持ちになることを夢見て金塊発掘に燃える。
トムとブッチはスパイクとジェリーから金塊を横取りしようと企み、様々ないたずらを仕掛けるも自滅の連続。やがてトムとブッチは発掘した金塊を質店へ持ち込むも、「全て偽物」と言われ落胆。最後はスパイクより「不正行為をした」と言われて牢獄へ収監され、本物の金塊はスパイクとジェリーが発掘した。

## 登場キャラクター
トム
悪友ネコのブッチと共に「スパイクとジェリーの土地から金塊を横取りしよう」と企み様々ないたずらを仕掛けるが、ことごとく失敗。やがて自力で発掘した金塊を質店へ持ち込み買取査定を依頼すると「全て偽物」と言われた。最後はスパイクより「不正行為をした」と言われ、ブッチ共々牢獄へ収監された。
ジェリー
スパイクと共に大金持ちになることを夢見て宝探し「金塊発掘」に熱中。ライバルのトムとブッチが仕掛ける妨害をものともせず、最後は本物の金塊を掘り当てて質店へ持ち込み換金。見事大金持ちになれた。
ブッチ
トムの悪友ネコ。スパイクとジェリーの土地から金塊を横取りしようと企み、崖から大きな岩を落としたり・シロアリを駆使して吊り橋を破壊したり・水車を高速回転させたりと様々ないたずらをするも自滅の連続。やがて自分たちで掘り当てた金塊を質店へ持ち込み買取査定を依頼すると「全て偽物」と言われ落胆。最後は「不正行為をした」とスパイクに言われ、トム共々牢獄へ収監された。
スパイク
ジェリーと一緒に宝探し「金塊発掘」をし、トムとブッチが不正行為をしていないかも同時に監視する。やがてトムとブッチが不正行為をしたことを見破って牢獄へ収監し、自身とジェリーは本物の金塊を発掘して質店へ換金。見事ジェリーと共に大金持ちになれた。
シロアリ
（ジェリーとスパイクの通行を阻むべく、吊り橋を破壊しようと企む）トムとブッチより放たれ、木製の吊り橋床板を食い荒らした（だが実際、スパイクとジェリーはシロアリが来る前に吊り橋を渡りきっている）。
ウマ
スパイクとジェリーが乗った馬車を牽引した。
質店の店主
トムとブッチが持ち込んだ金塊を査定すると、「金に似せたチョコやレコードばかりであり、全て偽物」との結論を下した。